# 臺北市私立方濟高級中學
臺北市私立方濟高級中學，簡稱方濟中學，是一所位於台北市內湖區的私立天主教會完全中學。1965年創立，2021年11月宣布111學年度（2023年）停招，2024年7月學生數歸零後等同停辦。

## 沿革
天主教輔仁大學於1960年正式向中華民國教育部申請在台復校，原有輔仁大學擴校計劃，計畫將方濟中學於1973年預定改組為輔仁大學藝術學院、臺南黎明中學於1969年改組為輔仁大學農學院；但輔仁大學的擴校計劃終止，因此兩校均續辦中學。
- 1964年，天主教比利時方濟會購地一萬二千餘坪，籌辦學校紀念聖方濟，何礪行(Fr. Martin Gorissen)神父為創校人，首期興建教室大樓三層十二間教室，籌建校舍於台北市內湖現址。
- 1965年8月，「方濟中學」正式成立，成世光主教出任首任董事長，首任校長申培謙神父，共有教學大樓一棟三層12間教室，招生200多位學生。
- 1966年8月，增辦初中女子部，由李先默修女擔任主任。
- 1967年5月，李少峰神父為男生部主任。7月，羅光總主教接任第二任董事長。8月，聘馬效賢神父為副校長、張右篤神父為男生部主任。
- 1968年8月，聘楊宦堂修士為男生部主任。
- 1969年7月，聘胡文義神父為男生部主任。8月，增辦高中部，聘徐英發神父為男生部主任。
- 1970年8月，聘李志先神父為男生部主任。
- 1971年8月，女子部獨立設校為今臺北市私立文德女子高級中學。
- 1973年，停招新生一年以便籌辦輔仁大學藝術學院。
- 1974年8月，恢復招生。
- 1980年8月，徐英發神父接任第三任董事長。
- 1986年9月，成立高中部桌球隊。
- 1987年9月，台北市教育局通過方濟中學為桌球重點發展學校。
- 1988年4月，蟬聯全國中等學校桌球錦標賽冠軍。
- 2001年5月，何正言神父接任第四任董事長。8月，成立英資中心及生命教育中心。
- 2002年8月，輔導室升等為輔導處，生命教育中心併入輔導處。
- 2004年2月，停辦桌球隊。5月，高征財神父接任第五任董事長。8月，英資中心併入教務處。
- 2021年11月，宣佈111學年度停止招生；臺北市教育局並要求方濟中學董事會需在三週內選聘正式校長。[2]
- 2022年1月11日，臺北市教育局核定自111學年度起，方濟中學高中部與國中部停止招生。
- 2024年5月10日，方濟中學代理校長胡嘉強證實，校方已完成停止招生，停辦計畫書已送交臺北市教育局審查，待教育局核准才可申請改辦。

## 歷任校長
| 任別 | 任職時間                | 姓名   |
| ---- | ----------------------- | ------ |
| 1    | 1965年8月 － 1967年2月  | 申培謙 |
| 2    | 1967年2月 － 1971年8月  | 李默先 |
| 3    | 1971年8月 － 1974年8月  | 徐英發 |
| 4    | 1974年8月 － 2001年8月  | 樊融生 |
| 5    | 2001年8月 － 2002年2月  | 林思川 |
| 6    | 2002年2月 － 2004年8月  | 王素霞 |
| 7    | 2004年8月 － 2008年8月  | 鄭榮興 |
| 8    | 2008年8月 － 2011年8月  | 張玉蘭 |
| 9    | 2011年8月 － 2017年     | 張瑋哲 |
| 代理 | 2017年 － 2024年7月31日 | 胡嘉強 |

## 校友
- 高虹安：[3]前新竹市長，曾任永齡基金會顧問、鴻海科技集團副總經理暨工業大數據辦公室主任、台灣民眾黨立法委員、黨團副總召。
- 梁弘志：台灣知名音樂人、作家。
- 藍易振：台灣天主教輔仁大學現任校長。

## 官方網站
- 方濟中學 （页面存档备份，存于）

## 資料來源
1. ↑  .   [2021-11-17]. （原始内容存档于2021-11-28）.
2. ↑  方濟中學代理校長惹議 北市鐵腕限期3周找「正式的」 （页面存档备份，存于），聯合報，2021-11-17
3. ↑  .   [2021-11-17]. （原始内容存档于2021-11-28）.